# Theuma maculata
Theuma maculata là một loài nhện trong họ Gnaphosidae.
Loài này thuộc chi Theuma. Theuma maculata được William Frederick Purcell miêu tả năm 1907.